# Adam Scheinherr
Adam Scheinherr (né en 1987 à Strakonice) est un homme politique tchèque, membre du mouvement Praha Sobě, ingénieur en mécanique et physicien et depuis 2018, conseiller et maire adjoint de Prague pour le transport. 

## Biographie
Adam Scheinderr est né en 1987 et grandit à Bezdědovice. Il a obtenu son bac au lycée de Strakonice.
Il a étudié le génie mécanique et la physique en République tchèque et en France au sein de l'école Centrale Méditerranée puis commence à travailler à l'Institut de recherche nucléaire de Řez sur un projet des Nations unies pour une réduction de l'utilisation des armes nucléaires dans le monde.
Il a été l'un des principaux opposants à la démolition du pont de Libeň à Prague. Après avoir analysé le trafic dans les environs et l'état technique du pont, il a créé l'initiative Libeňský most nebourat (Contre la démolition du pont de Libeň) en 2015 et a proposé un plan de reconstruction et préservation.

## Action politique
Aux élections municipales de 2018, il est élu au conseil de Prague au sein du mouvement Praha Sobě. Le 15 novembre 2018, il a été élu adjoint au maire de Prague pour les transports.